# 외과 간호사
수술실 간호사 또는 스크럽 간호사라고도 불리는 외과 간호사는 수술 전, 중, 후에 환자에게 치료를 제공하는 수술 전후 관리 및 간호 제공을 전문으로 한다. 수술실 간호사가 되려면 면허를 취득한 간호사여야 한다. 수술실 간호사는 관심 분야에 따라 다양한 전문 분야에 주력하여 근무할 수 있다.
환자, 외과 의사, 수술 테크니션, 마취전문간호사 및 전담간호사를 지원하기 위해 외과 간호사가 필요한 수술의 단계가 있다. 외과 간호사의 역할은, 수술 전에 환자와 수술실을 준비하고, 수술 중에는 필요할 때 마취 의사와 외과 의사를 돕는다. 수술 후에는 환자에게 적절한 관리와 치료가 제공되도록 한다.
외과 간호사가 되려면 간호 대학에 다니고 외과 간호를 전문적으로 교육 받아야 한다. 일반적으로 간호사로 일하기 전에 정부나 간호 인증 위원회에서 관리하는 시험에 합격해야 하며, 또한 간호 분야의 지속적인 발전을 따라잡기 위해 정기적으로 평생 교육 수업을 수강해야 할 수도 있다.
영국과 호주에서는 수술 환자(경미한 수술 또는 대수술을 받은 환자)를 다른 환자와 구분한 병동에서 간호한다. 외과 병동의 간호는 내과 병동의 간호와 차이가 있다.
외과 간호사는 다양한 유형의 수술에 참여할 수 있다.
- 일반 수술 (예: 맹장염 절제술, 담낭 제거술)
- 혈관 수술 (예: 정맥류 수술, 대동맥류 수술)
- 대장 직장 수술 (예: 장루 형성)
- 종양 수술 (예: 유방 수술, 종양 절제)
- 정형외과 수술 (예: 무릎 또는 고관절 교체, 골절 복구)
- 비뇨기과 수술 (예: 전립선 수술)
- 당일 수술 (또는 외래 수술, 환자가 24시간 이내에 퇴원하는 경우)

외과 간호사는 각 병동의 특성에 따라 대여섯명의 환자를 담당한다. 중환자실 병동 및 집중치료실에는 일반적으로 환자당 1~2명의 간호사가 있다.

## 업무
외과 간호사는 수술 전후를 거치는 수술 팀의 일원이다. 그들은 외과 의사, 수술 테크니션, 마취전문간호사 및 전담간호사와 함께 일한다.
수술에는 세 가지 주요 단계로 수술 전, 수술 중, 수술 후가 있다. 이러한 단계를 한데 묶어 수술 전후 주기라고 한다. 각 단계는 특정 수행활동 및 간호에 필요한 기술과 연관되어 있다.

### 수술 전
환자가 수술을 하기로 결정함으로써 이 단계가 시작된다. 수술의 장점과 발생할 수 있는 위험성에 대해서 환자와 면밀하게 상의하는 것이 포함될 수 있다. 이 단계는 환자가 우려 사항에 대해 질문하거나 상의할 수 있는 기회이다. 외과 간호사는 수술이 진행되기 전에 환자의 상태가 양호한지 확인한다. 환자가 신체적으로 준비되는 것이 매우 중요하지만 수술 전에 환자가 정신적으로 준비되는 것 또한 중요하다. 외과 간호사는 종종 상황에 따라 가족과의 대화를 포함한 다양한 방법을 사용해 환자를 준비시키는 데 도움을 줄 수 있다. 환자가 간호사에게 수술에 대한 걱정을 나타낼 경우, 내용이 외과 의사를 포함한 다른 병원 직원에게 전달되어 상황에 따라 적절한 조치가 이루어진다.

### 수술 중
이 단계는 수술을 위해 환자를 준비시킨 병동 간호사가 환자와 관련 메모를 수술실 간호사 또는 마취 간호사에게 전달하면서 시작된다. 환자와 수술실 직원에게 안전한 환경을 보장하기 위해 이 단계에서 많은 사전 점검이 시행된다. 수술실 간호사는 무균 환경을 유지하고 수술 장비가 제대로 작동되는지 확인한다. 또한 간호사는 모든 수술 기구를 준비하고 수술 중에 필요한 모든 물품이 사용 가능한지 확인한다.

### 수술 후
이 단계는 수술실 또는 마취전문간호사가 마취 후 회복실(PACU)의 간호사와 직원에게 환자의 메모를 전달할 때 시작된다. 이 곳은 회복실이라고도 부른다. 여기서의 간호사의 주의 대상은 환자의 기도와 호흡을 확인하는 것이다. 또한 이 단계에서 간호사는 수술 후 통증 완화 및 수술로 인한 기타 합병증에 주의를 기울인다. 주로 당일 수술의 경우에는 간호사가 환자와 간병인에게 재택 간호에 필요한 지원과 지침 및 주의사항을 제공한다.
수술 후 첫 24시간은 매우 중요하며 환자를 관찰하기 위해 많은 절차가 필요하다. 15분마다 환자를 관찰하고 기록해야 한다. 일반적인 관찰에는 심박수, 혈압, 체온, 호흡 수 및 산소 포화도가 포함된다. 외과 간호사의 수술 후 업무에는 추가적으로 소변 배설, 상처 부위 관찰, 정맥 주사 수액의 교체 및 모든 이상현상 보고가 포함된다. 회복을 돕기 위해 간호사의 보다 자유로운 업무가 필요할 수 있다.

## 자격
외과 간호사가 되려면 적절한 훈련을 받아야 하며 해당 주 또는 국가의 간호협회(영국 간호 조산사 협회, 아일랜드 공화국 An Bord Altranais) 에 등록되어 있어야 한다. 호주에서는 간호사와 간호조무사 모두 외과 병동에서 근무한다. 면허가 있는 간호사는 더 오랜 기간 동안 수업을 받으며 대학 학위를 가지고 있다. 간호사가 되려면 최대 3년이 걸리는 간호학 학사 학위를 취득해야 한다. 간호조무사는 기술 및 심화 교육(TAFE)에서 정규과정 12~16개월에 걸쳐 간호조무사 자격증을 취득할 수 있다.
호주에서는 간호학 학사 학위와 수술 간호학 준석사 학위가 필요하며 전국적으로 교육 기준이 적용된다. 학부 과정은 노트레 대임 대학(University of Notre Dame)에서 3년의 과정을 밟는다. 수술 전 간호 대학원 졸업장을 취득하기 위해 다음과 같은 몇 가지 전제 조건이 필요하다. 간호학 학사 학위를 소지하고 Fremantle Health Service의 정규 직원이어야 하며 현재 레벨 1 공인 간호사로 활동할 수 있는 면허를 소지하고 최소 1년 이상 대학원을 다녔어야 한다. 이러한 자격으로 호주에서 외과 간호사가 될 수 있다.
수술간호의 대학원 졸업장은 1년 정규 또는 이에 상응하는 파트타임으로 얻을 수 있으며, 간호사가 지식을 향상시키고 수술기 분야에서 전문가로 일할 수 있는 기술을 결합할 자격을 갖추도록 개발되었다.

## 외과 간호사의 종류
수술실에는 스크럽 간호사와 순환 간호사의 두 가지 주요 유형의 간호사가 있다. 스크럽 간호사는 외과 의사가 요청 시 필요한 장비를 제공할 수 있도록 스스로 모든 수술 기구에 대해 잘 알고 있으며 교육을 받았는지 확인해야 한다. 또한 스크럽 간호사는 또한 수술 전과 후에 모든 수술 장비의 소재를 확인할 책임이 있다.
스크럽 간호사는 많은 중요한 기술 업무를 담당한다. 여기에는 수술 기구와 트롤리를 필요에 맞게 준비했는지 모든 수술 도구를 멸균했는지 확인하는 것이 포함할 수 있다. 스크럽 간호사 역할에는 비기술적 업무도 중요하다. 여기에는 적절한 판단을 조합하는 것과 같은 인지 기술이 포함될 수 있다.  또 다른 비기술적 업무는 팀과 협력하는 것을 필요로 한다. 예를 들면, 수술 중 팀과 잘 소통하는 능력이 있다.

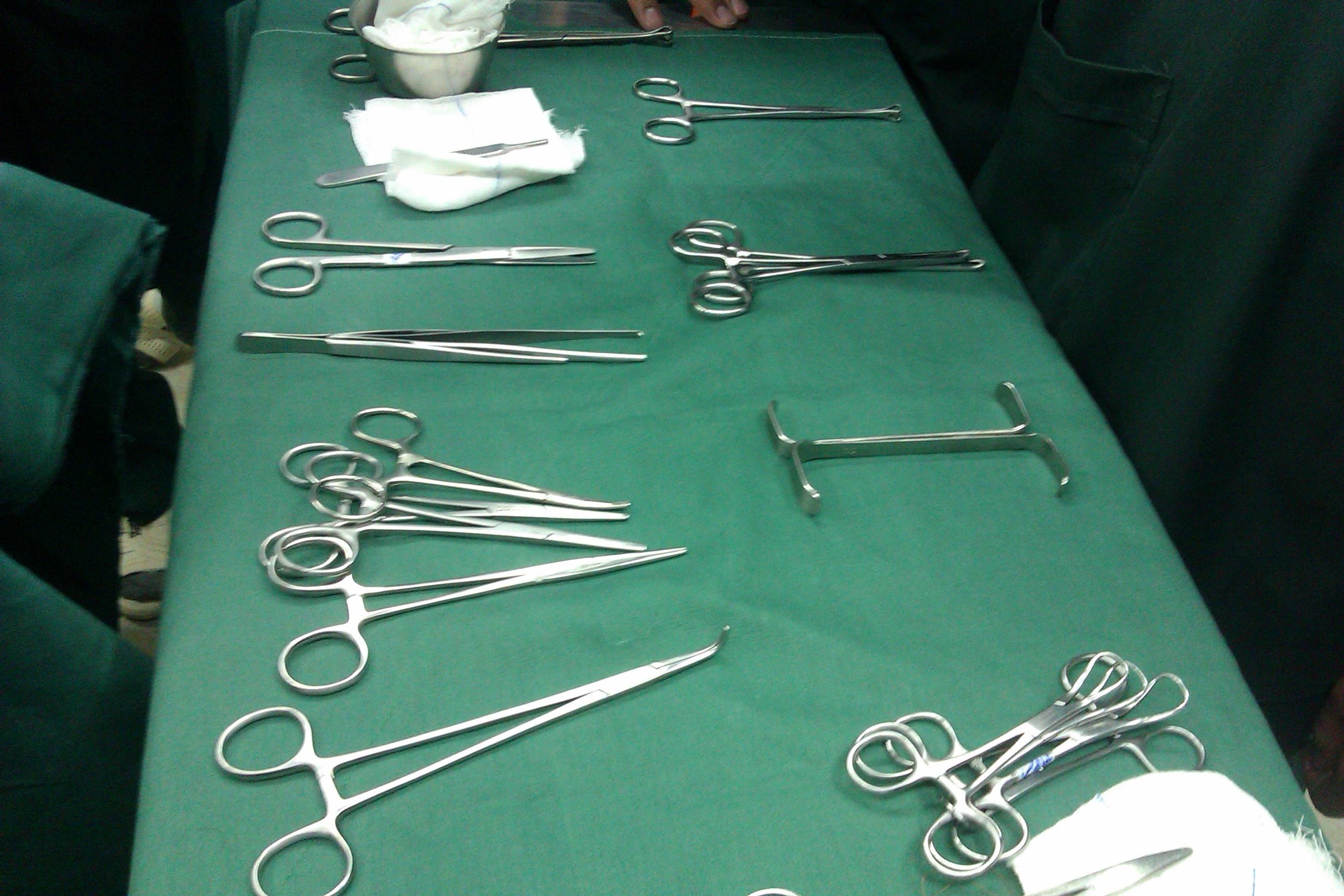
수술 준비를 위해 트롤리에 실린 수술 기구.

순환 간호사는 유사한 많은 책임이 있다. 그들은 수술실이 깨끗하고 이전 수술이나 기타 감염으로 오염되지 않았는지 확인해야 한다.  또한 수술 기구가 들어 있는 꾸러미를 수집, 개봉, 제거 및 멸균하기 위해 그 곳에 있다.

## 외과 간호사와 환자의 상호 작용
외과 간호사는 외과 치료 환경 내에서의 자신의 역할과 환자 및 직계 가족과의 상호 작용을 완전히 이해하는 것이 중요하다. 외과 간호사의 중요한 역할 중 하나는 환자가 병원에 있는 동안 환자에게 지원과 신뢰를 제공하는 것이다. 간호사는 또한 뛰어난 의사소통 능력이 요구되며 환자와 전문적인 관계를 유지해야 한다. 간호사에게 환자와의 신뢰 관계를 쌓는 것은 중요하지만 그러나 짧은 시간 안에 이루기 어려울 수 있다.  빠르게 진행되는 수술 환경으로 인해 외과 간호사가 수술 전후로 정보와 안도감을 제공할 시간이 거의 없다. 많은 환자들이 수술을 받기 전에 취약감과 불안감을 느끼게 되므로 외과 간호사는 환자가 심리적 지원이 필요함을 인식하는 것이 중요하다. 그러므로 외과 간호사는 환자에게 밀접한 자신의 역할을 이해하는 것이 중요하다. 환자의 정서적 요구를 이해함으로써 수술 간호사의 관점과 환자에 대한 행동은 환자의 경험에 영향을 미친다.

## 수술 전 교육
수술 전 교육의 정확한 전달은 환자 치료에 있어서 중요한 측면이다. 수술 전 교육의 긍정적인 효과에는 환자의 불안감, 치유에 필요한 시간, 수술 후 합병증, 진통제 사용 정도의 감소와 수술 및 치료에 대한 환자의 만족도 및 협조성 증가가 포함된다. 수술 전 교육은 환자가 수술 절차를 이해하고 수술 후 치유를 준비하는 데 필수적이다.
수술 전 교육은 일반적으로 수술 전날에 이루어진다. 이는 구두 또는 자료로 전달될 수 있다. 또한 환자는 또한 시술에 관한 우려 사항에 대해 이야기하기 위해 수술 전후 간호사와 약속을 잡을 수도 있다. 교육은 수술 당일 또한 환자가 퇴원하기 전에 더 자세히 진행된다.

## 잠재적 경력
수술실에서 근무하는 간호사는 해당 분야 또는 하위 전문 분야의 전문가가 된다. 흥미로운 전문 분야 또는 하위 전문 분야를 찾으면 간호사는 주니어 간호사로 시작한다. 경험을 통해 많은 양의 지식과 기술을 습득한 후 간호사가 이 분야의 전문가가 되기로 선택한다면, 수술실 간호사는 해당 전문 분야의 임상 간호사가 되기 위해 대학원 수료증 또는 졸업장을 취득할 수 있다. 호주 외과 간호사의 급여는 $47,721에서 $80,160이며 평균 $57,103이다. 이 데이터는 2016년 3월에 기록되었다

## 전문 협회 - 수술 간호 협회
전문 협회의 역할은 회원들의 공동 이익을 보호하며 증가, 증진하는 것이다. 협회에서는 관계망 형성, 임상 교육 및 연구 보조금과 같은 기회를 제공한다. 호주의 각 주에는 ACORN(Australian College of Perioperative Nurses)의 하위 부서를 구성하는 자체 단체가 있다. 서호주의 단체는 Operating Nurses Association of Western Australia(ORNA)이다. ACORN과 ORNA 모두 협회에 대한 정보를 제공하는 웹사이트가 있다. 각각 www.acorn.org.au 와 ornawa.org에서 확인할 수 있다.